# Elise Sørensen

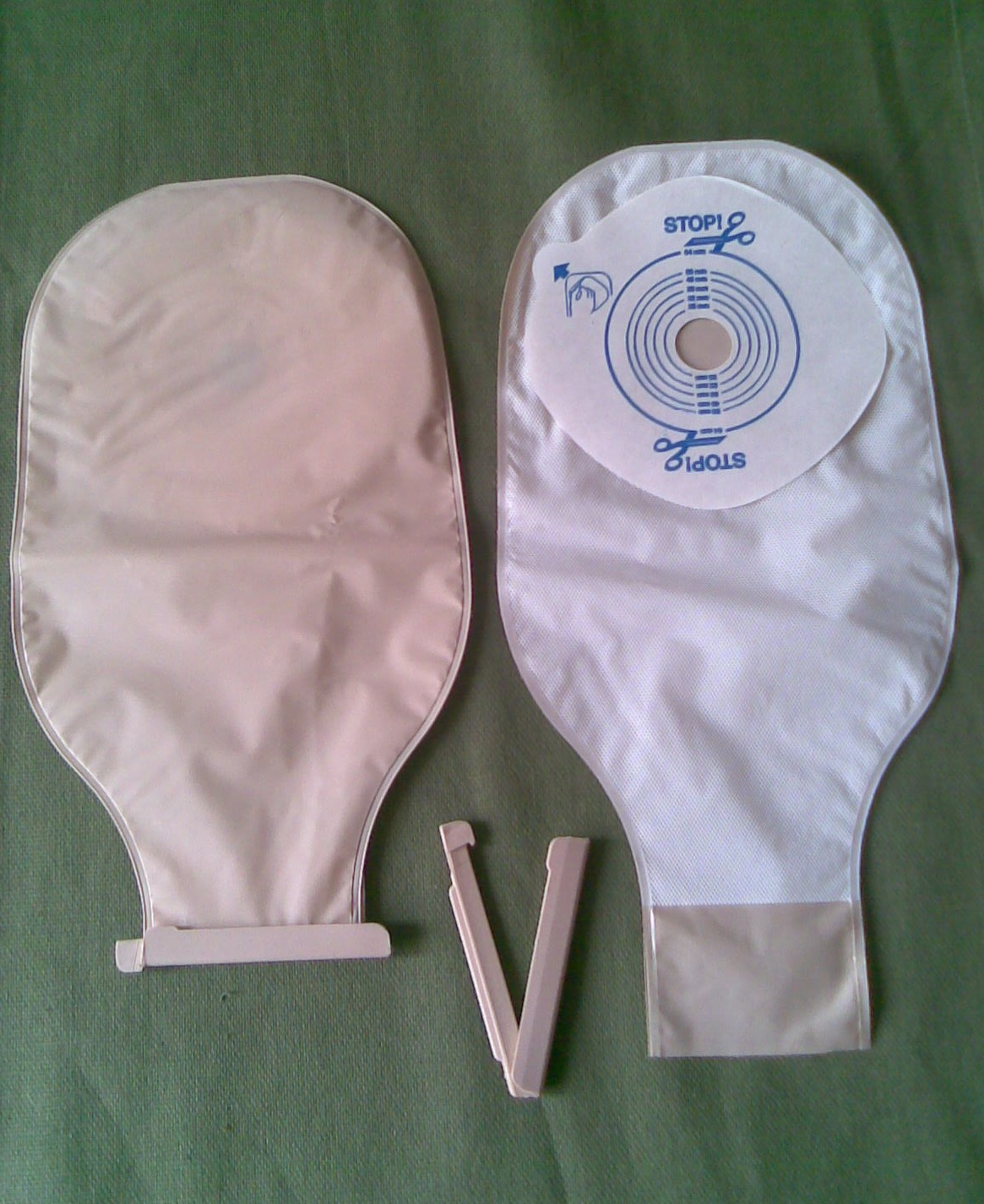
Borsa d'ostomia descartable, semblant a la inventada per Sørensen: feta de material plàstic fi amb una part adhesiva per a la fixació en la pell. En la part inferior de la borsa, una pinça permet l'obertura per a eliminació de la femta emmagatzemada.

Elise Sørensen (Kalundborg, 2 de juliol de 1903 — Ordrup, 5 de juliol de 1977) va ser una infermera danesa coneguda per ser la inventora del dispositiu de bossa d'ostomia.

## Biografia
Elise Sørensen va ser una infermera domiciliar nascuda a la ciutat danesa de Ordrup. Tenia una germana petita, Thora Sørensen, qui va inspirar-la per desenvolupar la bossa d'ostomia.
Elise va patir tota la vida de depressió, i va passar els últims anys ingressada a l'Hospital Psiquiàtric de Dianalund. Va morir a 74 anys.

## Bossa d'ostomia
L'any 1954, la seva germana Thora va ser diagnosticada amb càncer colorectal i va ser sotmesa a una cirurgia en l'intestí, que va resultar en una ostomia. Després de l'operació, la germana de Sørensen no se sentia còmode quan havia de sortir de casa. Els antics dispositius eren fets habitualment de cautxú, tot i que també hi havia models fets de tela, vidre o metall. S'havien de cordar al cos, però era molt difícil mantenir-los fixos a l'estoma, el que causava constants fuites de femta, dificultant dur una vida plena.
Sørensen, que era infermera, es va veure motivada per la situació que vivia la seva germana i altres pacients. Va desenvolupar un dispositiu que seria la primera bossa d'ostomia d'un sol ús, feta de plàstic fi, hermètica i fixada a la pell per mitjà d'un anell adhesiu a la boca de la bossa.
Després de la invenció, Sørensen es va posar en contacte amb diverses fàbriques per tal de produir la bossa. Va ser rebutjada en diverses ocasions, fins que l'enginyer i fabricant de plàstics, Aage Louis-Hansen —que estava casat amb una altra infermera, Johanne Louis-Hansen— va acceptar. La primera tongada de bosses va ser fetes a mà, i la germana d'Elise Sørensen va ser la primera en testar-les. Quan Thora va donar el vist-i-plau, Elise va encomanar que es produïssin 952 més i les va distribuïr entre els hospitals.
Encara al 1954, va obtenir la patent del seu invent, amb el número de registre danès 86860. L'any següent va signar un contracte amb Aage Louis-Hansen perquè ell produís i comercialitzés les bosses, mentre que ella rebia una regalia de 7 cèntims de corones daneses per unitat venuda. La demanda va créixer tant que, només dos anys després de la invenció, dos terços de la producció es destinava a l'exportació. El 1957, Aage Louis-Hansen va fundar Coloplast i l'empresa es va fer càrrec de tota la producció de les bosses.
El 1963, mentre es trobava internada a l'Hospital Psiquiàtric de Dianalund, Elise Sørensen va ser guardonada amb el premi a l'Infermera de l'Any per l'Organització d'Infermeres Daneses, dotat amb 5.000 corones.